# Torre número 1
La Torre número 1 és una torre aïllada situada a la urbanització La Granja del municipi de Caldes de Malavella (Selva) inclosa en l'Inventari del Patrimoni Arquitectònic de Catalunya.

## Descripció
La torre, amb soterrani i pis, és de planta rectangular, i està coberta per un terrat a la catalana antigament balaustrat, amb un petit torratge de planta quadrada. Un sòcol motllurat volta l'edifici. La façana principal té una porta central en arc de llinda i trencaaigües que recorda a un entaulament amb motllures de filet i de gola, sostingut per dues mènsules. El mateix entaulament es repeteix a les finestres, també en arc de llinda i ampit de rajola sostingut per unes motllures sostingudes per mènsules amb motius florals. En els panys de paret interfinestrals a nivell de les mènsules, un baix relleu amb decoració floral. Coronant la façana, un entaulament: a la zona de l'arquitrau, una decoració d'antemes (una entema sobre cada un dels trencaaigües); a la zona del fris, separat de l'arquitrau per una motllura en filetó, fris de decoració floral en baix relleu i respiralls també en motius florals; i la cornisa amb motllura en escòcia i dentells.
La façana lateral dreta, amb quatre finestres, té la mateixa estructura i elements decoratius que a la façana principal. La façana lateral esquerra, tres finestres i una porxada que fa contonada amb cinc espais intercolumnars (tres donen a la façana esquerra i dos a la façana posterior), en arc de mig punt i columnes dòriques de secció circular. Una balaustrada tanca la porxada, a la que s'hi pot accedir des de la torre o des del jardí per unes escales. Té la mateixa estructura i elements decoratius que a la façana principal. La façana posterior, dues finestres i dos dels espais intercolumnis de la porxada. Té la mateixa estructura i elements decoratius que a la façana principal.

## Història
A mitjan segle xix a la comarca de La Selva sorgiren els primers nuclis d'estiuejants a l'entorn de localitats amb aigües termals. En principi s'hostatjaven en fondes o cases particulars però amb la millora dels mitjans de transport les localitats es consoliden com a zones d'estiueig i llavors és quan es comencen a construir les cases d'estiueig. Aquesta torre construïda els anys vint del segle xx, forma part del projecte d'urbanització de la finca anomenada La Granja, adquirida per Miquel Picó i Jou i que hi va promoure una urbanització de caràcter residencial amb un parc propi on hi ha la Font de la Vaca.